# Лепсы (река)
Лепсы (в верховье Сарымсакты) — река в Казахстане, относится к бассейну озера Балхаш, по водности занимает третье место после рек Или и Каратал. Длина Лепсы — 418 км, площадь водосборного бассейна — 9400 км².
Берёт начало из ледника Кызылауызского на северном склоне Джунгарского Алатау на высоте более 3000 м, протекает среди различных природных зон, впадает в восточную часть озера Балхаш. На востоке бассейн Лепсы ограничен Тентекским, а на западе — Басканским отрогами. Лепсы образуется слиянием рек Агыныкатты (слева, 60 %) и Сарымсакты (справа, 40 %), разделённых Лепсинским отрогом. Сразу после слияния истоков Лепсы уходит в Лепсинский каньон. Затем река течёт в Каргалинской долине и Черкасском ущелье, а следом — плотина ГЭС. Ниже плотины долина резко расширяется, берега здесь покрыты лесом, много густых зарослей кустарника, встречаются барханы. Течение заметно падает, река часто разбивается на протоки, много островов.
В бассейне реки Лепсы находятся 144 ледника с общей площадью 189,6 км². В средней части Лепсы принимает крупный приток р. Баскан, который сейчас перекрыт плотиной и почти полностью разбирается на орошение, поэтому на водность Лепсы практически не влияет. Водность Лепсы определяется 68 ледниками общей площадью 90,5 км². В бассейне реки Сарымсакты — 21 ледник площадью 20,5 км².
Питание реки Лепсы смешанное снежно-ледниковое. С середины марта до второй половины апреля проходит первая волна снегового паводка, обусловленная таянием снегов. Со второй половины мая до середины июня проходит новая, более высокая волна, обусловленная таянием снежных запасов высокогорной части бассейна. Спад снегового паводка начинается обычно после его последнего пика и затягивается на 15—20 дней, после чего следует сильно растянутая по времени группа волн ледникового паводка, занимающая период от конца июня до второй половины августа.
Суточные колебания воды обычно не превышают 400 мм, годовые 2400 мм.
| Среднегодовой расход в районе       | м³/с |
| ----------------------------------- | ---- |
| Посёлка Лепсинск                    | 18,7 |
| Села Антоновка (с 1993 г. — Койлык) | 25,7 |
| Станции Лепсы                       | 22,1 |

| Среднемесячный расход реки Лепсы в м³/с в районе села Лепсинск | Среднемесячный расход реки Лепсы в м³/с в районе села Лепсинск | Среднемесячный расход реки Лепсы в м³/с в районе села Лепсинск | Среднемесячный расход реки Лепсы в м³/с в районе села Лепсинск |
| -------------------------------------------------------------- | -------------------------------------------------------------- | -------------------------------------------------------------- | -------------------------------------------------------------- |
| Апрель                                                         | 19,4                                                           | Июль                                                           | 38,0                                                           |
| Май                                                            | 43,6                                                           | Август                                                         | 30,6                                                           |
| Июнь                                                           | 46,0                                                           | Сентябрь                                                       | 15,7                                                           |

Вода в верховьях прозрачная, мягкая, пригодная для питья, в низовьях — мутная. Используется для водоснабжения населения, орошения, молевого сплава леса. При впадении в Балхаш река образует заболоченную дельту без озёр.

## Галерея

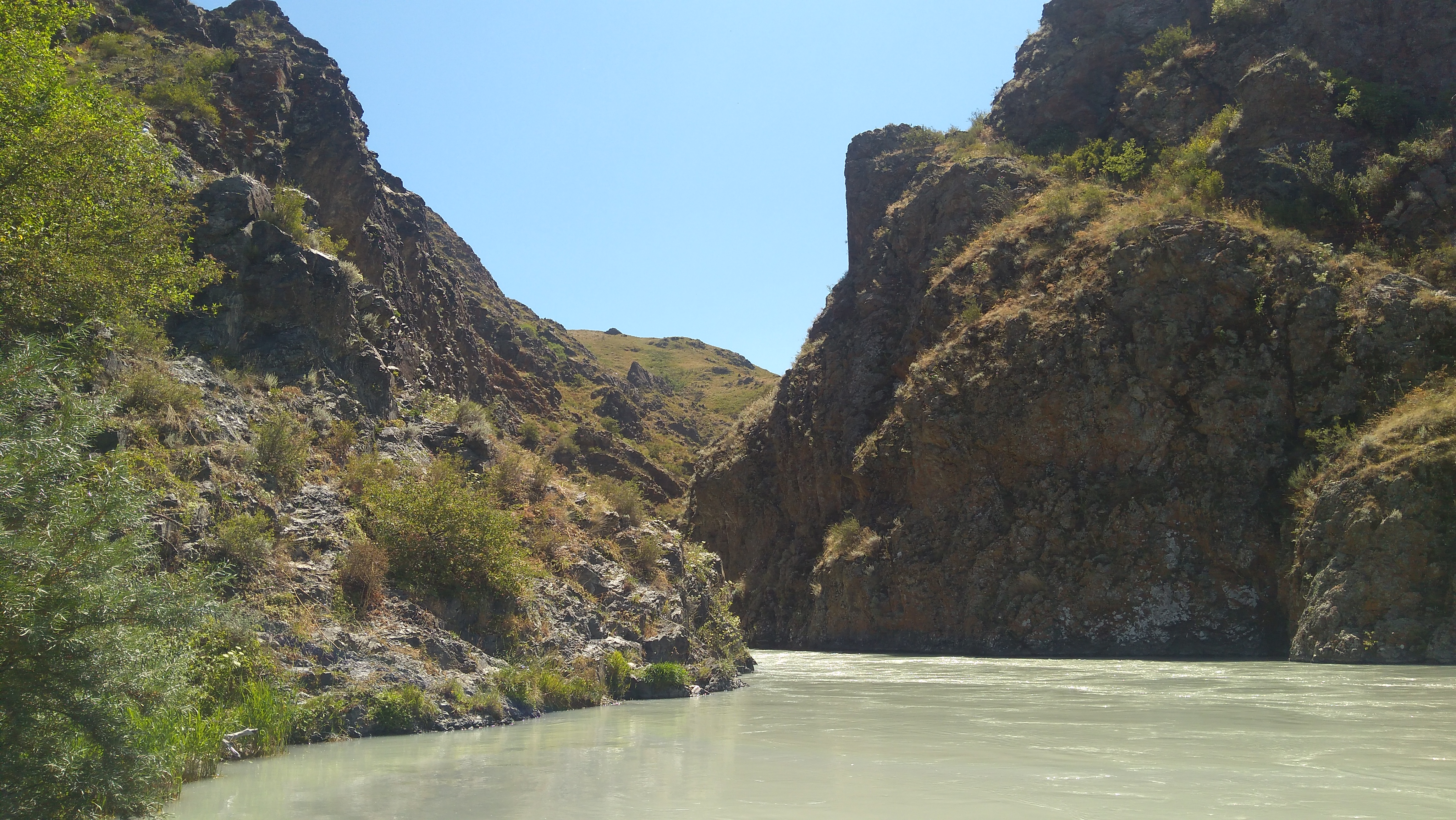
Река Лепсы на выходе из ущелья
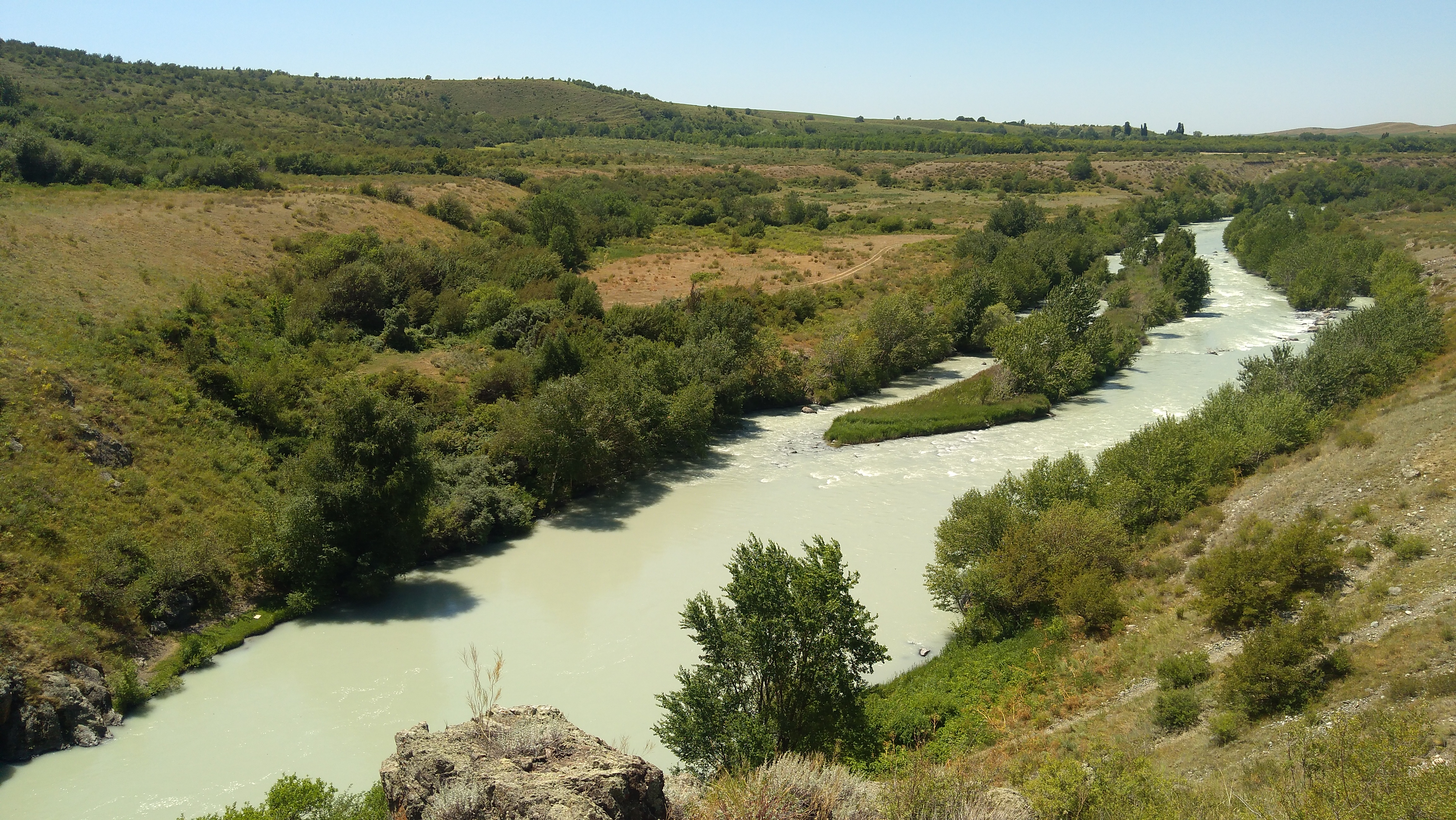
Река Лепсы выше Антоновки
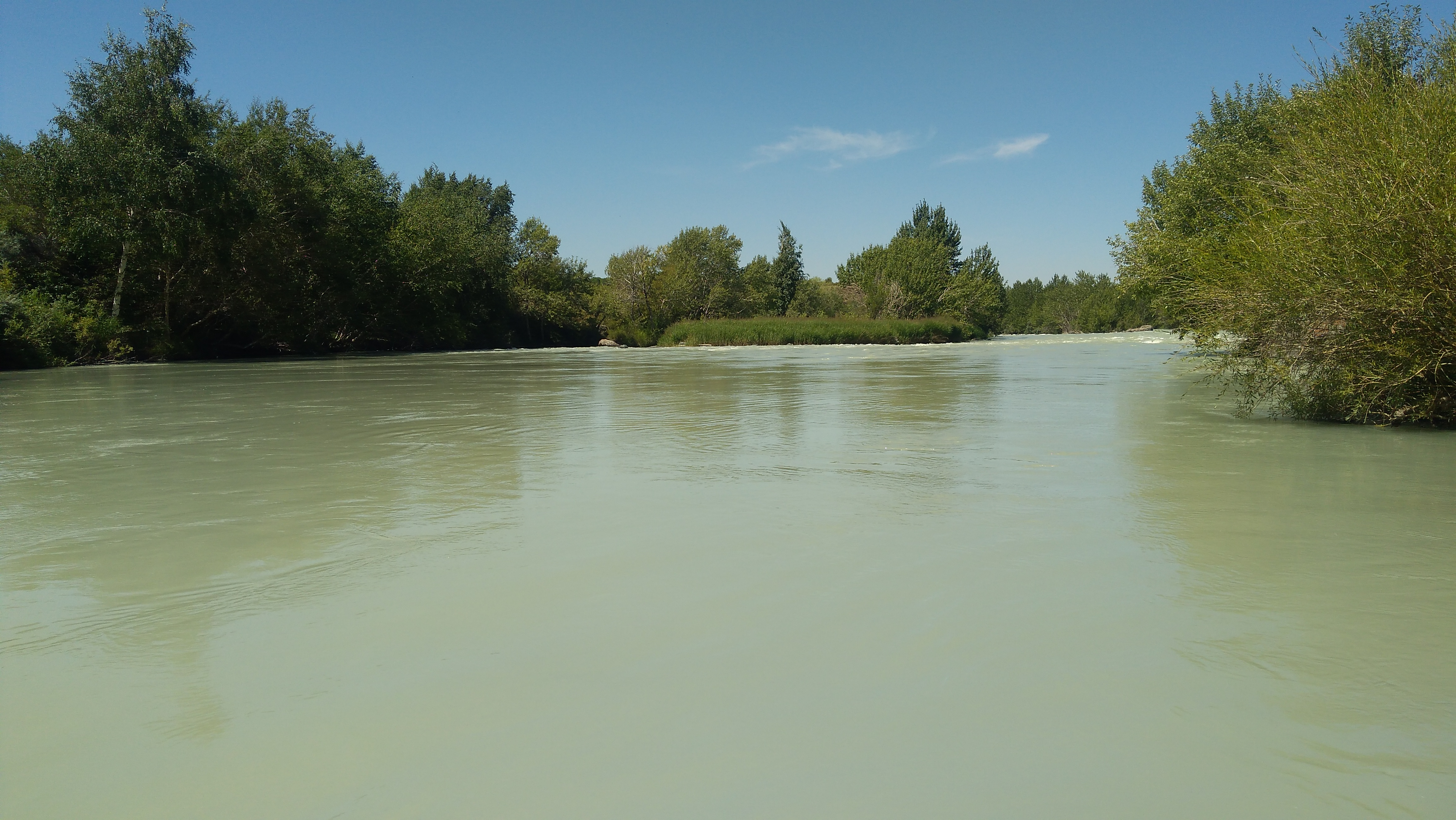
Вид на реку Лепсы